# Robert Colbert
Robert Lewis Colbert (Long Beach, 26 de julho de 1931) é um ator estadunidense.
Atuou em séries séries de televisão como: O Túnel do Tempo, Maverick (substituiu James Garner no mesmo papel), Bonanza, The Young and the Restless, Havaí 5.0, Terra de Gigantes, Missão: Impossível, A Super Máquina, Dallas (antes de atuar nesta série, quase substitui Larry Hagman no papel de J.R. Ewing), entre outras, também trabalhou no cinema, como nos filmes: "Joy Ride" (1958), "Have Rocket, Will Travel" (filme de 1959 de Os Três Patetas), "As Amazonas na Lua" (1987), "I'm Gonna Git You Sucka" (1988), "The Chilling" (1989), "Timescape" (1992).